# Senatore

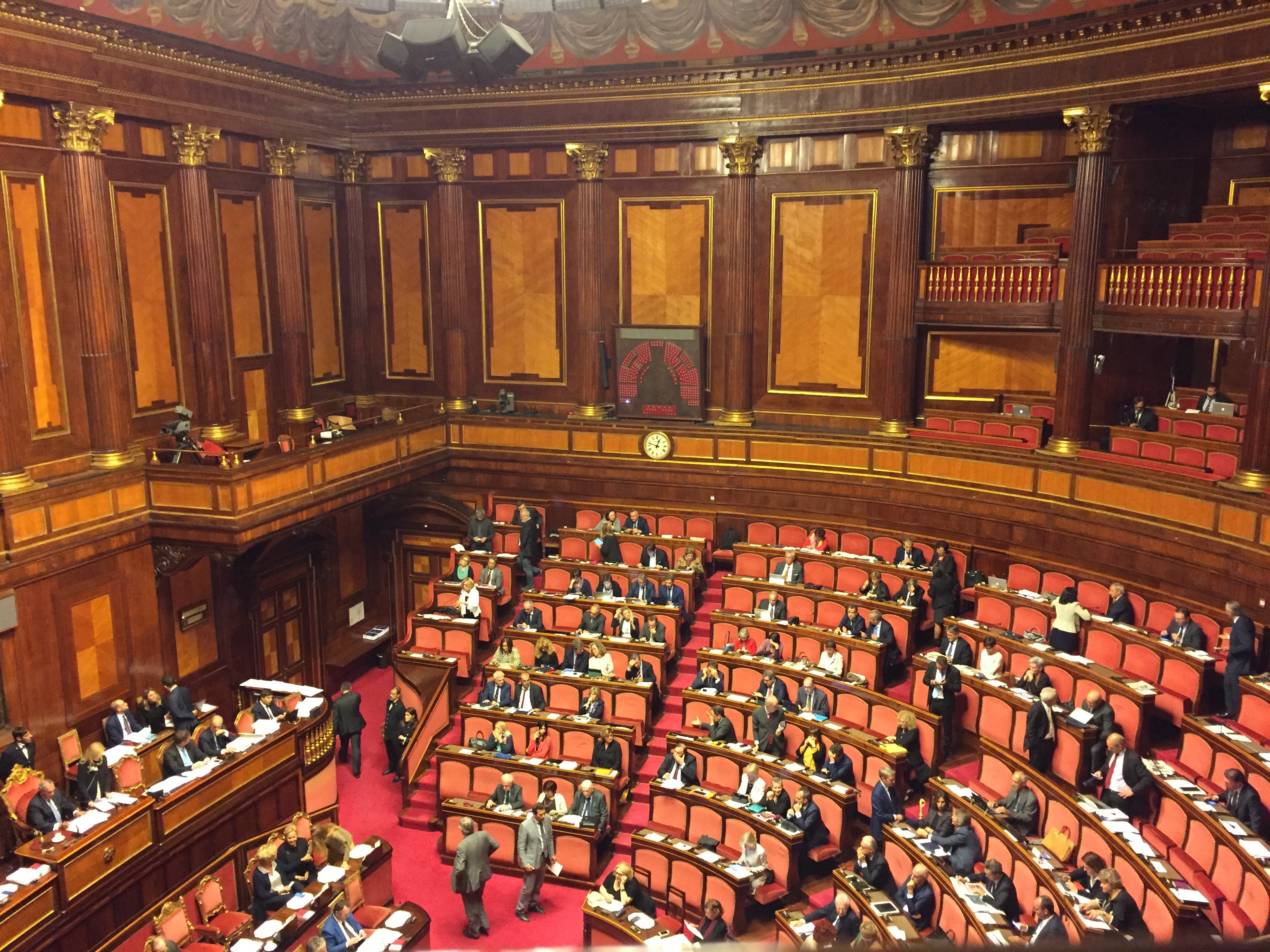
Il Senato della Repubblica italiana

Un senatore è un membro di un senato.

## Antica Roma
Il termine senatore (dal latino senex, vecchio) indicava nell'antica Roma i membri del Senato, che era l'assemblea dei più ricchi ed influenti cittadini di Roma.

## Comuni medievali e antichi Stati
Venivano chiamati senatori i membri del senato cittadino di vari comuni medievali o di consigli di governo negli stati dalla prima età moderna, come il Senato di Milano, o il Consiglio dei Pregadi a Venezia e organismi analoghi nelle città sotto protettorato veneziano in Dalmazia.

## Senatore di Roma
Il Senatore di Roma era il titolo che spettava, fino all'unione di Roma al Regno d'Italia (20 settembre 1870), al responsabile dell'amministrazione della città, carica che corrispondeva grosso modo all'attuale sindaco.

## I senatori oggi
Al giorno d'oggi, in molte nazioni i senatori fanno parte del Parlamento, in una camera detta appunto Senato, solitamente la più alta tra le due di un sistema bicamerale, e hanno quindi poteri legislativi. In Italia tale camera ha la denominazione di Senato della Repubblica e i suoi membri quella di "senatori della Repubblica".